# Hohenwald (Tirschenreuth)
Hohenwald ist ein Gemeindeteil der Kreisstadt Tirschenreuth in der Oberpfalz. Durch die Gemeindereform wurde das Dorf am 1. April 1971 nach Tirschenreuth eingemeindet. Der Ortsname Hohenwald bedeutet Rodung am hohen oder hochgelegenen Wald.

## Lage
Hohenwald liegt rund vier Kilometer von Tirschenreuth und circa sechs Kilometer von Falkenberg entfernt in der historischen Region Stiftland. Das Dorf befindet sich im Norden des Oberpfälzer Waldes unweit der Kreisstadt, die nur wenige Kilometer östlich liegt. Westlich von Hohenwald liegen die Dörfer Pirk und Gumpen, Gemeindeteile des Marktes Falkenberg.

## Sehenswürdigkeiten
Vier Objekte in Hohenwald sind in die amtliche Denkmalliste eingetragen:
- Ortskapelle, erbaut im 19./20. Jahrhundert.
- Feldkreuz, Granit, wohl 17. Jahrhundert, südlich von Hohenwald
- Ehemaliges Hüthaus, innen bezeichnet mit „1776“
- Feldkapelle, südlich von Hohenwald, bezeichnet mit „1880“

## Infrastruktur
Der Ort liegt an der Staatsstraße 2167 zwischen Tirschenreuth und Erbendorf. Hohenwald wird durch das Busunternehmen Regionalbus Ostbayern unter anderem mit Bärnau, Wiesau und Tirschenreuth verbunden.